# Katholisches Dekanat Heidenheim
Das Dekanat Heidenheim ist eines von 25 Dekanaten in der römisch-katholischen Diözese Rottenburg-Stuttgart. Der Sitz des Dekanats befindet sich in Heidenheim an der Brenz. Seit Gründung des Dekanats waren folgende Personen Dekan:
- Richard Müller 1961–1972
- Franz Hummler 1972–1982
- Karl Blum 1982–1987
- Herbert Gube 1987–1997
- Ulrich Steck 1997–2000
- Stefan Cammerer 2000–2010
- Sven van Meegen 2010–2022
- Dietmar Horst seit 2022

## Gliederung
Das Dekanat umfasst das Gebiet des Landkreises Heidenheim.
Die 6 Seelsorgeeinheiten (SE) sind:
- SE 1 Härtsfeld
(Gemeinden: Auernheim, St. Georg; Ballmertshofen, St. Anna; Demmingen, St. Wendelinus; Dischingen, St. Johannes Baptist; Dunstelkingen, St. Martinus; Eglingen, St. Martinus; Nattheim, Zum heiligsten Herzen Jesu, Trugenhofen, St. Georg)
- SE 2 Heidenheim-Nord
(Gemeinden: Heidenheim-Schnaitheim, St Bonifatius; Heidenheim-Schnaitheim, Santo Padre Pio (italienische Gemeinde); Großkuchen, St. Petrus und Paulus; Königsbronn, Mariä Himmelfahrt)
- SE 3 Heidenheim
(Gemeinde: Heidenheim, St. Maria; Heidenheim, Srce Isusovo (kroatische Gemeinde); Heidenheim, Zur heiligsten Dreifaltigkeit; Heidenheim-Mergelstetten, Christus König)
- SE 4 Gerstetten-Steinheim
(Gemeinden: Gerstetten, St. Petrus und Paulus; Steinheim, Heilig Geist)
- SE 5 Lone-Brenz
(Gemeinden: Bissingen, Heilig Kreuz; Bolheim, St. Martinus; Herbrechtingen, St. Bonifatius; Lontal, St. Ulrich; Niederstotzingen, St. Petrus und Paulus; Oberstotzingen, St. Martinus; Stetten, Mariä Himmelfahrt)
- SE 6 Unteres Brenztal
(Gemeinden: Giengen, Heilig Geist; Burgberg, St. Vitus; Hermaringen, Maria Königin; Sontheim, Mariä Himmelfahrt)

## Einrichtungen
Auf dem Gebiet des Dekanats gibt es ein BDKJ-Jugendreferat. Außerdem gibt es das Bildungswerk Katholische Erwachsenenbildung Kreis Heidenheim e. V. in Heidenheim, eine Stelle für Familien Pastoral sowie weitere Einrichtungen.